# パスカル・ラミー

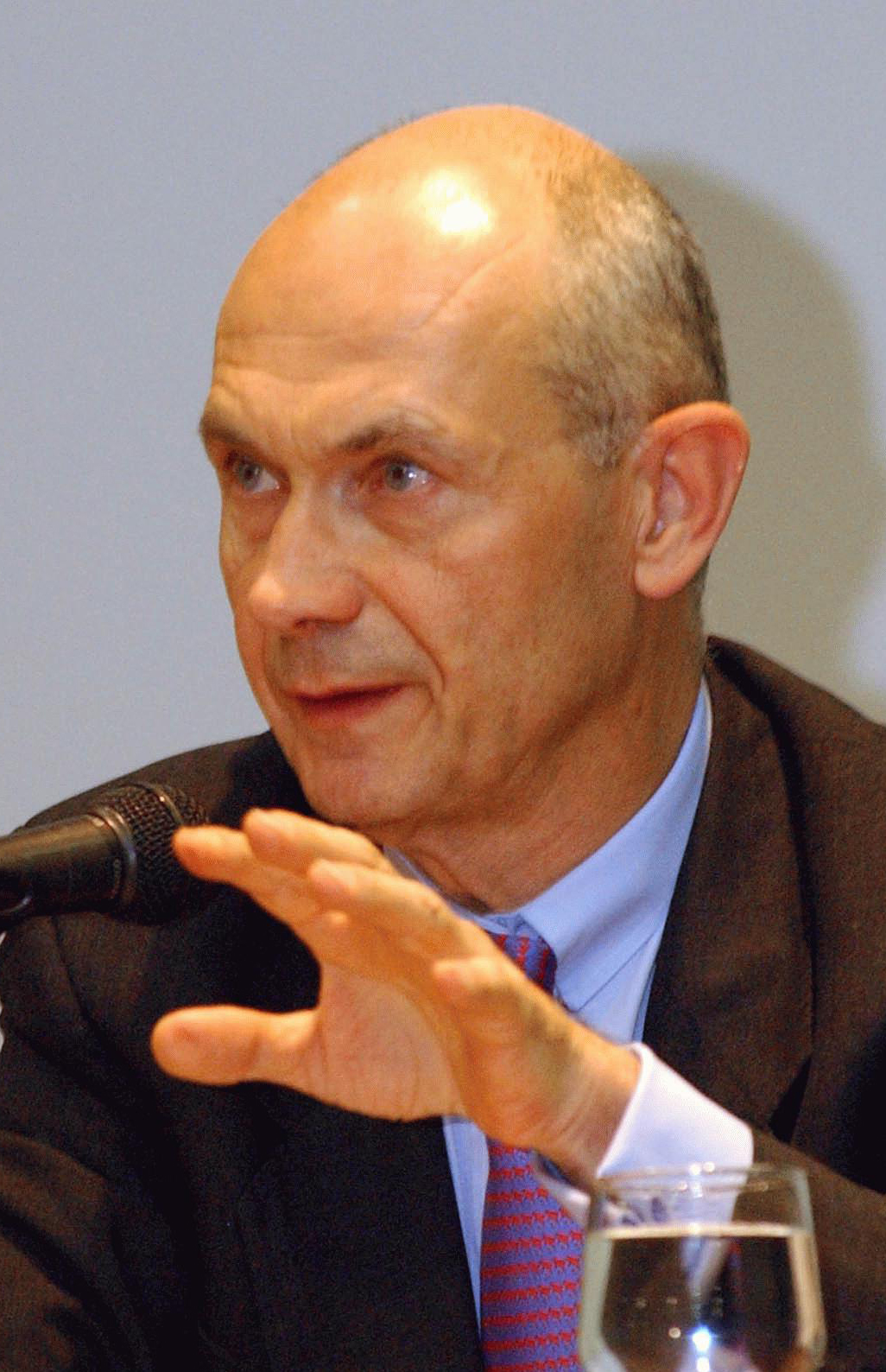
パスカル・ラミー

パスカル・ラミー（Pascal Lamy、1947年4月8日 -）は、フランス出身の官僚、国際公務員、実業家。世界貿易機関（WTO）事務局長。元欧州委員会欧州委員（貿易担当）。

## 人物
HEC経営大学院、パリ政治学院、国立行政学院といったグランゼコールの名門校で学び、エリート官僚として経済財政省で働く。経済・財政大臣となったジャック・ドロールに見出され、ドロールが欧州委員会委員長に就くとその官房長となる。
2005年9月には、欧州委員会での貿易担当委員としての交渉の手腕が評価され、世界貿易機関の第8代事務局長に就任。

## 略歴
- 1947年4月8日：パリ郊外のルヴァロワ＝ペレで生まれる。
- 1975年 - 1979年：経済財政省財務監察部
- 1979年 - 1981年：経済財政省国庫局
- 1981年 - 1982年：経済財政大臣補佐官
- 1982年 - 1983年：経済財政大臣官房次長
- 1983年 - 1984年：首相官房次長
- 1985年 - 1994年：欧州委員会（ドロール委員会）委員長官房長兼シェルパ
- 1994年- ：クレディ・リヨネ取締役会メンバー
- 1999年- ：クレディ・リヨネ代表取締役
- 1999年9月13日 - 2004年11月22日：欧州委員会（プローディ委員会）欧州委員（貿易担当）
- 2005年9月1日 - 2013年8月31日：世界貿易機関事務局長